# Pilevall
| Pilevall |
| --- |
| Pilevall utanför Vellinge i Skåne. - Betydelse – allé med pilar (vitpil) - Funktion – motverka sandflykt; ge lä, klenvirke och vinterfoder; markera gränser - Bakgrund – från 1600-talet - Förekomst – i Skåne och andra europeiska slättbygder |

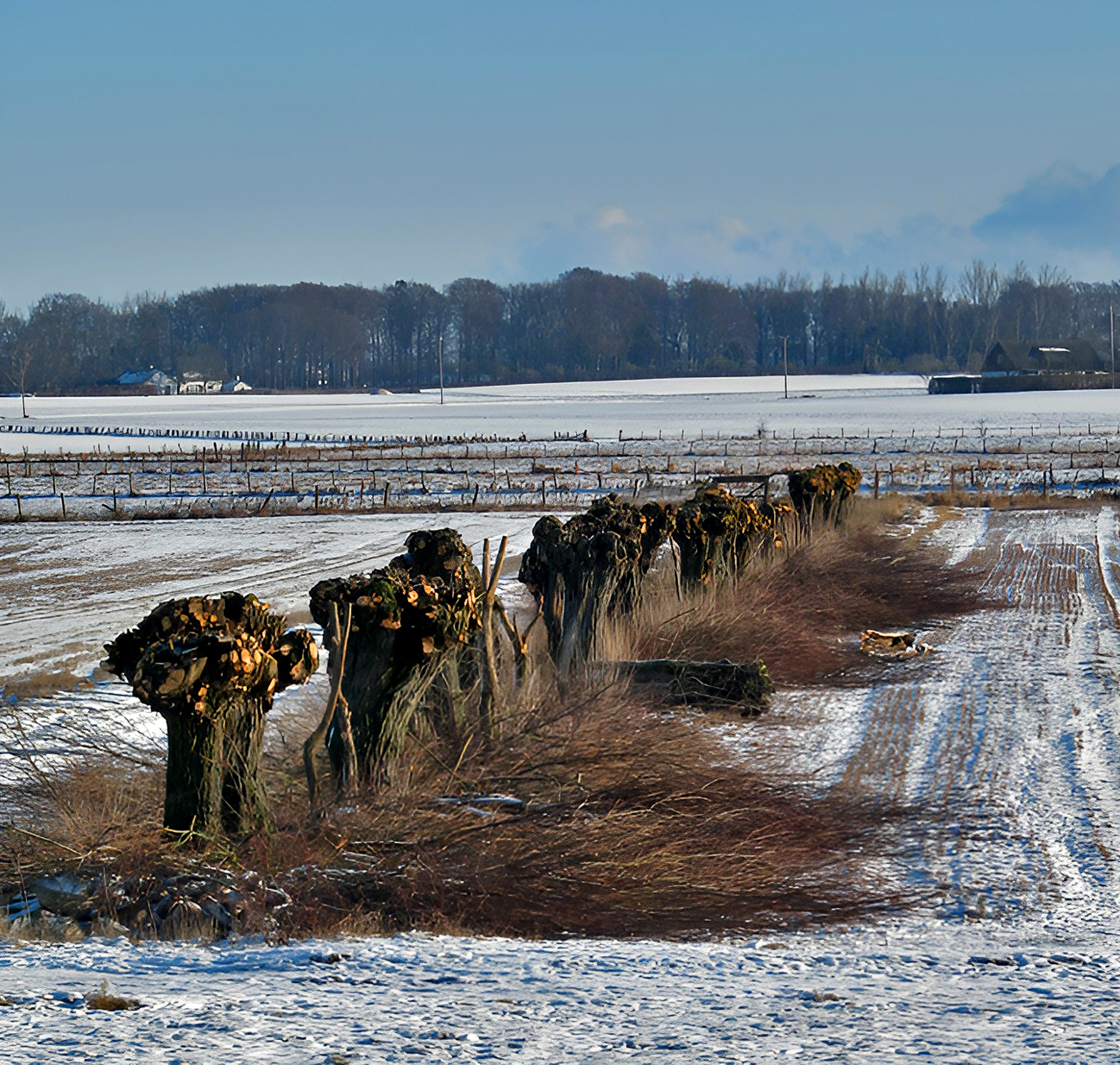
Nyhamlad pilevall vid Vinterfältet / Hammar Skåne.

En pilevall är en allé av främst hamlade vitpilar. De är vanligt förekommande i Skånes slättbygder och är typiska för Söderslätt. Odlingssättet förekommer även på många andra håll i Europa.

## Betydelse och funktion
Pilevallar har historiskt planterats längs med landsvägar för att förhindra erosion av matjord och läplantering i ett annars ofta skogfattigt landskap. Pilen utgjorde även en viktig källa för bränsle och klenvirke på den annars trädfria slätten, varför man av nyttighetsskäl planterat pilar in på 1900-talet. Planteringen skedde ofta mellan olika ägoslag, utefter körvägar, sockengränser och gränser mellan olika ägor.
Pilarna måste hamlas vart tredje år, vilket innebär att träden kapas på höjden så att rikligt grenverk skapas. Detta skapar stubbapil, med ett karaktäristiskt utseende där stammen är kort och tjock, kvistar och grenar däremot tunna. Flera olika trädslag har nyttjats till dessa alléer, men den tåliga vitpilen har varit vanligast förekommande. En alternativ ansningmetod var kapning vid basen, vilket skapade buskpil.
Pilevallarna har även haft stor betydelse för den biologiska mångfalden i landskapet, genom att träden och den omgivande terrängen fungerat som småbiotoper för fauna och flora. Hamling med lövtäkt gav husdjuren viktigt fodertillskott under vintermånaderna, medan grenarna kunnat användas till stängsel, träslöjd, korgflätning och brännved.

## Historik
Under 1600-talet påbjöd Danmarks kung Kristian IV planteringar av almar längs med samtliga skånska vägar för att förhindra jordflykt. De många krigen under seklet hade gått hårt åt skogsbeståndet, i samband med skövling och plundring av många byar, vilket lämnat landskapet mer oskyddat och öppet för sandflykt.
Redan Carl von Linné talade för nyttan med pilevallar, och under sin skånska resa noterade han att många byar hade lytt Kristian IV:s råd. Många planteringar skedde sedan under olika skogs- och hägnadskampanjer under 1700- och 1800-talet. Den största mängden pilevallar tillkom dock efter skiftesreformerna på 1800-talet, då de kom att markera ägogränser.
Pilevallar är numera relativt sällsynta, och det är främst av estetiska skäl som pilevallarna överlevt; erosionen av matjord hade dock troligen varit värre utan pilevallarna. Pilevallarnas försvinnande sammanfaller med 1900-talets rationalisering av jordbruket, då pilevallarna ofta stod i vägen för skapandet av större odlingsytor.